# 永興航空公司C404飛機事故
永興航空公司C404型飛機事故，或稱草衙空難，台灣一架永興航空（後更名國華航空，現已併入中華航空子公司華信航空）所屬的赛斯纳404型，機身編號B-12206的小型客機，於1989年6月27日上午9時02分由高雄小港機場起飛，預計飛往澎湖望安，但4分鐘後失事墜毀於前鎮區佛公路36巷附近一棟興建中之七層樓公寓，迅速起火燃燒，造成12人死亡，1人重傷(11名乘客1名機師當場罹難僅1名乘客生還)。|

## 失事原因
依據中華民國交通部運輸研究所、飛航安全委員會當時所公布的報告資料，失事歸類原因不明。出事的赛斯纳型飞机坠毁于距台灣高雄國際機場09跑道一公里處，前鎮區佛公路36巷，造成12人死亡。
據當時前鎮區市場居民表示，飛機當時起落架收起，不是降落。居民以閩南語表示：「飛得很低！很低！快撞到了！」。

## 失事前特徵
依據高雄機場27跑道頭的目擊者蘇國成稱：「飛機起飛的高度，比降落時還低許多，而且噪音很大。」依據該特徵，合理推測該飛機失事墜毀原因，疑因飛機製造商－－西斯納針對該機的機械設計，出現嚴重瑕疵。但進一步之原因，仍待科學調查，以釐清真相。

## 影響
據當時中國時報報導指出，永興飛機失事，對中華民國交通部的「二機三線」政策產生影響，考慮放寬航空業者每年僅能購置二架中型客機的規定。而接二連三的飛安事件，也阻礙了永興航空提出經營國際航線的計劃。